# Vickers-Nunatak
Der Vickers-Nunatak ist ein wuchtiger und markanter Nunatak in der antarktischen Ross Dependency. Im Königin-Maud-Gebirge liegt er im oberen Abschnitt des Shackleton-Gletschers in einer Entfernung von 19 km südöstlich des Mount Black.
Die Südgruppe der New Zealand Geological Survey Antarctic Expedition (1961–1962) benannte ihn nach Eric Vickers, Funker auf der Scott Base, der während der dreimonatigen Forschungsarbeiten dieser Mannschaft nahezu täglich mit ihr in Funkkontakt stand.